# 괴짜의 샐러드 볼
《괴짜의 샐러드 볼》(일본어: 変人のサラダボウル)은 히라사카 요미가 글을 쓰고 칸토쿠가 삽화를 그린 일본의 라이트 노벨이다. 이야기의 주 배경은 작가 본인이 태어난 기후현이다. 책으로는 쇼가쿠칸에서 출간하고 있으며, 한국어판은 YNK미디어에서 나오고 있다. SynergySP 및 스튜디오 코멧이 제작한 애니메이션 TV 시리즈 각색판이 TBS 텔레비전 등에 2024년 4월 5일에서 6월 21일까지 방영했다.

## 개요
오핌 제국이 멸망하자 사라 다 오딘 공주와 그녀의 기사 리비아 도 우디스는 통로를 거쳐 지구로 탈출하자마 헤어진다. 사라는 탐정 카부라야 소스케에게 맡겨지고, 리비아는 노숙자가 된다. 사라는 괴상한 고객을 대상으로 소스케의 사건을 돕는다.

## 방영 목록
| 회차         | 제목                              | 방송 일자       |
| ------------ | --------------------------------- | --------------- |
| 1화          | 기린이 온다(이세계에서) 등        | 2024년 4월 5일  |
| 2화          | 노숙인 여기사/첫 일 등            | 2024년 4월 12일 |
| 3화          | 구세주 여기사 등                  | 2024년 4월 19일 |
| 4화          | 핼러윈 IN 기후 등                 | 2024년 4월 26일 |
| 5화          | 노숙인 여기사, 깨닫다 등          | 2024년 5월 3일  |
| 6화          | 종교인 아가씨와 구세주 아가씨 등  | 2024년 5월 10일 |
| 7화          | 이세계인의 호적 문제 등           | 2024년 5월 17일 |
| 8화          | 공주와 아버지 등                  | 2024년 5월 24일 |
| 9화          | 마왕의 후예, 초등학교 데뷔하다 등 | 2024년 5월 31일 |
| 10화         | 노름꾼 여기사 등                  | 2024년 6월 7일  |
| 11화         | 크리스마스 IN 기후 등             | 2024년 6월 14일 |
| 마지막(12)화 | 괴짜의 샐러드 볼 등               | 2024년 6월 21일 |

## 같이 보기
- 샐러드 그릇